# Gustaf Moberg (1875–1961)
Per Johan Gustaf Moberg, född 1 juni 1875 i Forsheda socken, död 21 december 1961 i Uppsala, var en svensk militär och gymnastiklärare.
Gustaf Moberg var son till kronofogden Manfred Gustaf Moberg. Efter mogenhetsexamen vid Jönköpings högre allmänna läroverk 1896 blev han samma år volontär vid Kalmar regemente. Efter officersexamen blev han 1898 underlöjtnant vid samma regemente. Moberg förefaller ha haft avsikt att bli posttjänsteman; 1901 avlade han postexpeditörsexamen och tjänstgjorde 1901-1906 som extraordinarie postexpeditör. Under tiden blev han 1902 befordrad till löjtnant. Han valde dock att kombinera sin militära utbildning med gymnastik. 1905 avlade han avgångsexamen från Gymnastiska centralinstitutet och tjänstgjorde 1906-1907 och 1910-1917 som extra lärare där. Han var ledare för olika fortbildningskurser i gymnastik för folkskollärare, 1906-1907 och 1910-1911 var han vikarierande gymnastiklärare vid Beskowska skolan vikarierande gymnastiklärare vid Tomteboda blindinstitut. Moberg var 1907-1910 elev vid Krigshögskolans
År 1912 var Moberg tävlingssekreterare vid Olympiska spelen i Stockholm. Han var sekreterare vid svenska sektionen av Institution Internationale de l'Education Physique 1912-1914, sekreterare hos Gymnastiska centralinstitutets direktion 1912-1917, sekreterare och skattmästare i Svenska gymnastiklärarsällskapet 1912-1917 och ledamot av styrelsen där 1913-1918. Under perioden 1912-1917 var Moberg även gymnastiklärare vid olika skolor i Stockholm, blev 1913 medlem av Svenska gymnastiklärarsällskapets kommitté för Gymnastiska centralinstitutets omorganisation och 1913 kompanichef vid Kalmar regemente samt samma år befordrad till kapten av andra klassen.
Moberg avlade 1914 examen som lärare i pedagogisk gymnastik vid Gymnastiska centralinstitutet. Han var ledamot av styrelsen för Svenska Gymnastikförbundet 1914-1920 och ledamot av styrelsen för Förbundet för Fysisk Fostran 1914-1920. Åren 1916-1925 var Moberg gymnastiklärare vid Eksjö läroverk och befordrades 1917 till kapten av första klassen vid Kalmar regemente. Han var från 1918 ledamot av styrelsen för Föreningen för skidlöpningens främjande, var 1920-1926 gymnastikinspektor i Småland och Östergötland, 1920-1926 ledamot av styrelsen för Smålands gymnastikförbund. 1924 erhöll Moberg examen som överlärare i gymnastik vid Gymnastiska centralinstitutet.
Moberg arbetade 1925-1938 som gymnastiklärare vid Uppsala folkskoleseminarium. Han var även 1927-1930 ledamot av styrelsen för Upplands gymnastikförbund och vice ordförande i Svenska gymnastikdirektörsförbundet 1936-1945. Moberg var 1941-1942 chef för en landstormsbataljon 1941-1942  och tjänstgjorde 1942 vid Jönköpings-Kalmar regementes expedition.
Gustaf Moberg är begravd på Uppsala gamla kyrkogård.